# Certhia nipalensis
Certhia nipalensis là một loài chim trong họ Certhiidae.